# Думбрава (Румыния)
Думбрава (рум. Dumbrava) — коммуна в жудеце Мехединци в Румынии. В состав коммуны входят следующие села (данные за 2002 год):
- Албулешти
- Бригляса
- Валя-Маркулуй
- Вародия
- Вледика
- Голиняса
- Думбрава-де-Жос — административный центр коммуны
- Думбрава-де-Межлок
- Думбрава-де-Сус
- Рокшорени
- Хиджу

Коммуна расположена в регионе Валахия в юго-западной части страны на расстоянии около 234 км к западу от Бухареста , 39 км к востоку от административного центра жудеца Дробета-Турну-Северин, 57 км к западу от Крайовы.
Площадь — 80,67 км².

## Население
| Год  | Численность | Численность |
| ---- | ----------- | ----------- |
| 2011 | 1574        | [ 3 ]       |
| 2021 | 1191        | [ 2 ]       |

Население в 2021 году составляло 1191 жителей. Большинство жителей составляют румыны ((96,18 %). Большинство жителей исповедуют православие (96,25 %).